# Милая Чарити (мюзикл)
Милая Чарити (англ. Sweet Charity) — мюзикл композитора Сая Коулмэна на стихи Дороти Филдс и либретто Нила Саймона. Сюжет основан на фильме Федерико Феллини «Ночи Кабирии» (1957 год). Премьера состоялась 29 января 1966 года в Palace Theatre, Бродвей, Нью-Йорк. Постановщик и хореограф — Боб Фосс. Спектакль был выдвинут на премию «Тони» в 12 номинациях, но получил только одну — за лучшую хореографию. В 1969 году мюзикл был экранизирован в авторской версии Боба Фосси, в последующем претерпел более 10 постановок в редакциях различных театров мира.

## Действующие лица
- Чарити Хоуп Валентайн — танцовщица с почасовой оплатой в дансинге «Танцзал Фернандо»;
- Чарли — романтическая страсть Чарити;
- Ники и Элен — подруги и коллеги Чарити;
- Герман — босс Чарити, владелец дансинга «Танцзал Фернандо»;
- Витторио Видаль — итальянец, звезда кино;
- Урсула — подруга Витторио;
- Дедди Брубек — лидер неформальной церкви «Ритм Жизни»;
- Оскар — случайный знакомый Чарити

## Сюжет

### Действие первое
Молодая женщина Чарити Хоуп Валентайн встречается в Центральном парке Нью-Йорка
со своим другом и любовником Чарли. Он молчалив, высокомерен, сверх меры озабочен своим внешним видом. Чарити, любуясь возлюбленным, делает ему массу комплиментов (номер «Если бы ты смог увидеть себя» англ. You Should See Yourself). Но Чарли оказывается проходимцем: он вырывает у Чарити сумочку, толкает её в озеро (оркестровую яму) и убегает. Девушку спасает случайный прохожий. Позже, в гримёрной Танцзала Фернандо, Чарити пытается убедить себя и других, что всё это случайность, но подруги настроены скептически. Хозяин даёт сигнал к началу работы и девушки выходят к клиентам. Следует номер «Транжира» (англ. Big Spender).
Возвращаясь после работы домой пешком, Чарити сталкивается у входа в дорогой клуб с Витторио Видалем, который догоняет свою очаровательную подругу Урсулу. Они ссорятся. Спутница Витторио отказывается возвращаться с ним в клуб. Он приглашает составить ему компанию случайно подвернувшейся Чарити. В клубе все гости танцуют стильный и модный «Твист утомлённого богача» (англ. Rich Man's Frug). Голодная с утра Чарити лишается сил и падает в обморок.
Приходит в себя она в апартаментах Витторио в его кровати. Утверждая, что более не голодна, Чарити рассказывает Видалю о себе. Он подкупает её юмором и открытостью. Девушка просит его подарить ей что-нибудь в доказательство о проведённом со звездой вечере. Чарити счастлива (номер «Если бы друзья видели меня сейчас» англ. If My Friends Could See Me Now). В это время в апартаменты с примирением возвращается Урсула. Чарити прячется в гардеробной, где вынуждена остаться до утра. С рассветом смущённый Видаль тайно отправляет её домой.
В гримёрной танцзала подруги с удивлением выслушивают рассказ Чарити. Втроём они мечтают о другой карьере, другой жизни (номер «Должно же быть что-то лучше, чем это» англ. There's Gotta Be Something Better Than This). На следующий день воодушевлённая Чарити отправляется в поисках более благопристойной работы в офисное здание общественного молодёжного центра. Там она знакомится с невротичным бухгалтером Оскаром, с которым случайно оказывается в сломавшемся лифте (номер «Я — храбрейший человек!» англ. I'm the Bravest Individual).

### Действие второе
После спасения из лифта Оскар приглашает новую знакомую отправиться с ним в церковь. Церковь Ритма Жизни оказывается неформальной коммуной хиппи (номер «Ритм Жизни» англ. The Rhythm of Life). «Служба» заканчивается банальным полицейским разгоном «верующих». Провожая Чарити, Оскар назначает ей новое свидание и интересуется, не в банке ли она работает. Чарити лжёт, что служит в уважаемом кредитном учреждении. Оскар целует ей руку и называет «милая Чарити». Проходит две недели, знакомство продолжается. Чарити не хватает духа открыть Оскару суть своей работы. Но однажды это происходит. Оскар тоже признаётся, что уже знает об этом: несколько дней назад он проследил за ней и даже видел как она танцует. Оскар делает Чарити предложение. Восторженная Чарити исполняет номер «Я — духовой оркестр» (англ. I'm A Brass Band).
В Танцзале Фернандо для Чарити организуется прощальная вечеринка (номер «Я люблю плакать на свадьбах» англ. I Love to Cry at Weddings). После неё герои прогуливаются по Центральному парку, где Оскар неожиданно сообщает, что не может жениться, так как не в состоянии забыть всех бывших мужчин девушки. Он толкает Чарити в озеро и убегает. Выбравшись из озера, она обращается в зал: «А у вас когда-нибудь был такой день?». На заднем плане темнеющей сцены постепенно загорается неоновая надпись: И так она жила…в надежде…что когда-нибудь после…

## Постановки
Оригинальная премьера состоялась 29 января 1966 года в Palace Theatre. Спектакль шёл до 15 июля 1967 года и был показан 608 раз. Заглавную роль исполняла Гвен Вердон (супруга Боба Фосси), роль Оскара, как впоследствии и в кинофильме, исполнил Джон МакМартин.
Почти через год, в октябре 1967 года, состоялась премьера английской редакции мюзикла в Prince of Wales Theatre, Вест-Энд, которая выдержала 476 представлений.
В новых редакциях спектакль возобновляли: дважды на Бродвее (27.04.1986 — 15.03.1987, 368 спектаклей, 4 премии «Тони»; 04.05.2005 — 31.12.2005, 279 спектаклей, 3 номинации на премию «Тони»); дважды в Вест-Энде Лондона (19.05.1998 — 15 августа 1998; 21.11.2009 — 07.03.2010); Швеция (1989 год); Мельбурн, Канада (1997 год); Буэнос-Айрес, Аргентина (2006 год); Бразилия (2006 год); Мексика (2008); Торонто, Канада (2010 год, версия Вест-Энда 2009 года).

## Культурное влияние
- На тему песни из мюзикла If My Friends Could See Me Now, американская певица Linda Clifford выпустила танцевальную кавер-версию.
- Номер Hey, Big Spender исполняется в концерте "Хиты Бродвея" в Санкт-Петербургском Театре Музыкальной комедии под названием "Эй, продюсер!", где показан как кастинг актрис и актеров в спектакль.